# Berszászka

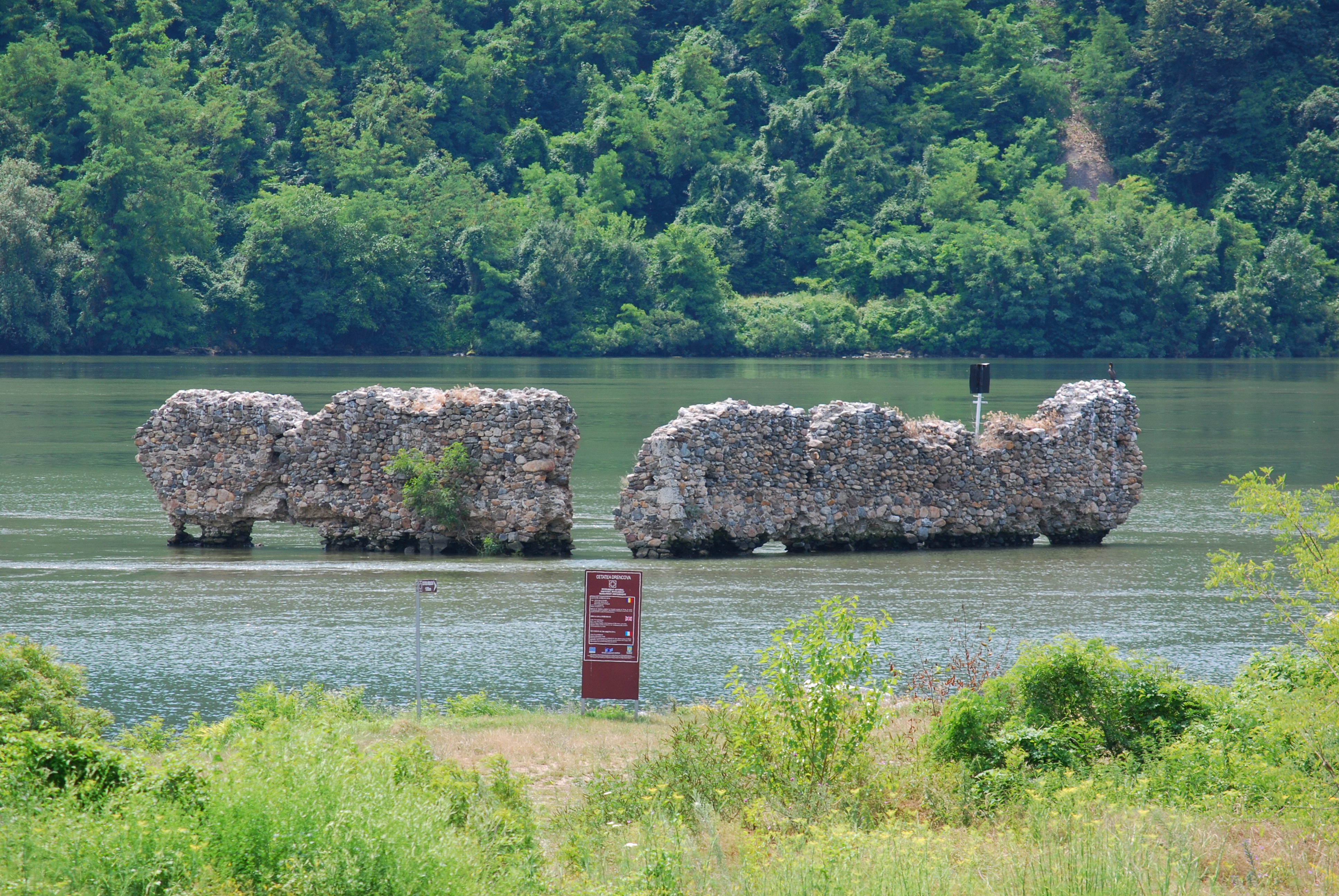
A középkori Drankóvár romjai a Dunában

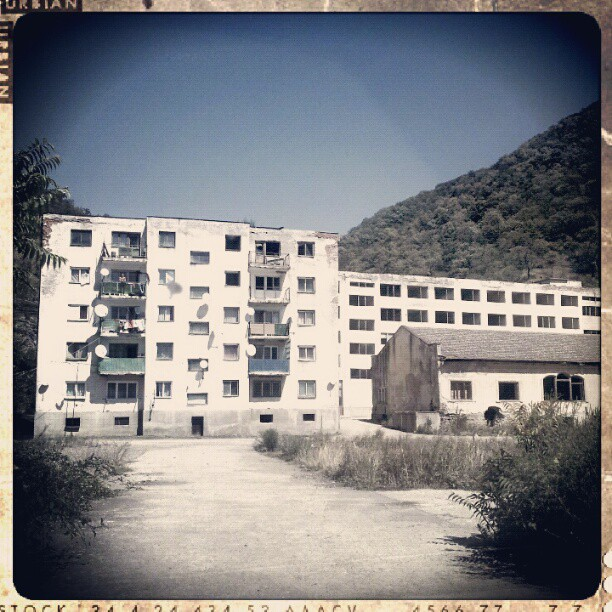
Kozlatelepi tömbház

Berszászka (1911-ig Berzászka), románul Berzasca, helyi ejtés szerint Bârzasca [bɨr'zaska], németül Bersaska vagy Perschaschka, szerbül Брзаска, csehül Berzáska, falu Romániában, a Bánságban, Krassó-Szörény megyében, az Al-Dunánál. Újmoldovától 36 km-re kelet–délkeletre, a Duna bal partján fekszik.

## Nevének eredete
Nevét patakjáról kapta. Történeti névalakjai: Bırzašt (1554), Besaska (1692), Saska (1774), Perschascha (1785), Berszaszka (1829).

## Története
A Ciclău-dombon középkori templom alapjait ásták ki a régészek.
Evlija Cselebi látogatásakor Drenkovát (1554, Dırinqwa) dunai hajósok lakták.
1693. szeptember 29-én Drenkovánál szállt partra Thököly Imre, hogy török segítséggel újraszervezze a kuruc mozgalmat.
Berzászka mai helyén a 17. század végén települt aranymosókkal. Az aranymosást a 18. század első felében görög vagy aromun vállalkozók irányították. 1768 és 1872 között a Határőrvidékhez tartozott, az Oláh–Illír Határőrezred egyik századának székhelye volt. 1777-ben 111 román, 3 cigány és egy katolikus német család lakta. Később néhány horvát család is beköltözött, majd Bigérből, Ravenszkáról és Weizenriedből csehek. Utóbbiak római katolikus templomot is építettek 1870-ben. A bánsági határőrvidék felszámolása után előbb Szörény, majd Krassó-Szörény vármegyéhez csatolták. Heti és éves vásárokat is tartott.
A kozlai szénbányát egy Moldoveanu nevű vállalkozó nyitotta meg 1830-ban. 1840-ben az újmoldovai Nikolics testvérek vásárolták meg. 1848 és 1866 között egy olasz vállalkozó termelte ki. 1866-tól 1880-ig a Karl Klein tulajdonában lévő nadrági Zsidowarer Gewerkschaft birtokolta. 1867-ben a kozlai és a közeli kamenicai szénbányában tizenkilenc bányász dolgozott. A feketekőszén-kitermelés az Ida tárna 1876-os megnyitása után vett nagyobb lendületet. 1878-ban Drenkován gőzhajó-kikötő épült. 1880-ban az ausztriai szénbánya-tulajdonos Guttmann testvérek vásárolták meg a drenkovai és kozlai széntelepeket. A Duna-parton kisvasút is épült, amely egészen a 20. század végéig működött. 1881. május elején bányászsztrájk tört ki, amelyhez június 24-én a vaskői bányászok is csatlakoztak. Július elején a főszolgabíró csendőrökkel kényszerítette a sztrájkolókat a munka fölvételére. 1891-ben Drenkován 389 bányász évi 342 tonna feketeszenet termelt ki. 1918 és 1923 között a beocsini cementgyáré volt a bánya, 1925-ben egy csőd után a román államé lett, amelytől különböző vállalkozók bérelték. 1960-ban 831 munkása volt.
Drenkován 1909-ben üveggyárat hoztak létre, amely befőttesüvegeket, lámpaüvegeket, szódásüvegeket és üvegedényeket állított elő. Mivel közvetlen összeköttetése volt a kikötővel, nagyrészt kis-ázsiai és balkáni exportra termelt. Kemencéjét széngázzal működtették. A két világháború között 18 kilométeres erdőkitermelő kisvasutat építettek a telepig, és állami tulajdonú fűrészgyár működött itt. 1919. április 16. és június 20. között egy francia alakulat állomásozott Drenkován.
A Vaskapu-erőmű 1966–1970-es megépítésével Drenkova korábbi alsó fele a víz alá került.
Mára Drenkován megszűnt a szénbányászat. Utoljára a kozlatelepi bányát zárták be, 2004-ben.

## Népessége

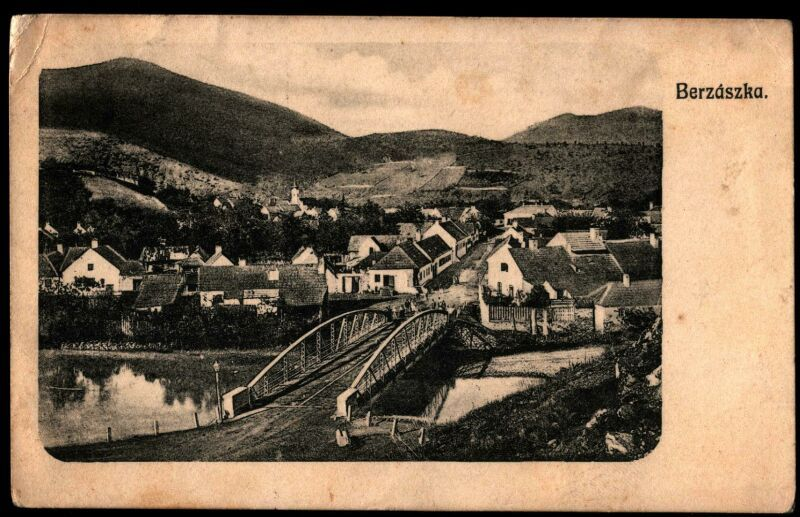
A falu látképe 19. század végi képeslapon

- 1842-ben 942 ortodox és 31 római katolikus vallású lakosa volt.[7]
- 1900-ban 2251 lakosából volt 1515 román, 295 német, 277 cseh, 108 magyar és 54 szerb anyanyelvű; 1600 ortodox és 596 római katolikus vallású. A lakosok 41%-a tudott írni-olvasni és a nem magyar anyanyelvűek 1%-a beszélt magyarul.
- A községközpontnak 2002-ben Kozlateleppel és a szinte teljesen elnéptelenedett Drenkovával együtt 1608 lakosa volt, közülük 1416 román és 161 cseh nemzetiségű; 1405 ortodox és 182 római katolikus vallású. Az adatokból nem derül ki, de a községközpontban romák is élnek.[8]

## Látnivalók
- A Berzászka-patak karsztvidékét a községközpontból északkeleti irányba indulva közelíthetjük meg. A 4200 hektáros területen látványos kanyonok, vízkitörések, barlangok (Zamonița, Gaura Cornii, La Pișătoare), vízesések találhatóak.
- A Sirina patak völgye (é. sz. 44° 38′, k. h. 22° 03′44.633333°N 22.050000°E) 50 hektár területű mészkőszurdok a Kozlatelep–Bigér út mellett, vízeséssel és egy valószínűleg 15. századi szerb ortodox kolostor romjaival. Az azonos nevű falu 1554 előtt pusztult el.
- Drankó vára 1419 után, a déli végvárrendszer részeként épült. A törökök többször ostromolták. 1600 körül nem a valószínűleg leromlott várban helyeztek el őrséget, hanem új palánkvárat építettek. A 17. század végén már ez is romokban állt.[9] A Duna felduzzasztásával a várrom nagy része a víz alá került. A hajóállomásnál, a parttól 35-40 méterre, a vízállás függvényében látható belőle egy falszakasz.
- A községközpont ortodox temploma 1836-ban épült.

## Híres emberek
- Berzászkán gyermekeskedett 1868 és 1871 között Marie Eugenie Delle Grazie német költőnő, a Robespierre című drámai költemény szerzője.

## Gazdaság
- Halászat, fakitermelés.